# Hetsch
Hetsch er en tysk slægt, som også lever i Danmark.
Slægten kom til Danmark med arkitekt, professor Gustav Friederich Hetsch (1788-1864), der var søn af hofhistoriemaler, kunstgalleridirektør og professor ved akademiet i Stuttgart Philipp Friedrich von Hetsch (1758-1838) og Louise Friedericke Wilhelmine Scholl (1766-1800). Hans far var hofmusikeren Christian Heinrich Hetsch. Philipp Friedrich von Hetsch blev adlet, da han den 4. februar 1808 modtog Ridderkorset af den württembergiske civile fortjenstorden, som medførte personligt (men ikke arveligt) adelskab.
G.F. Hetsch var i to ægteskaber gift med døtre af overbygningsdirektør, professor Christian Frederik Hansen (1756-1845). G.F. Hetsch var far til Louise Margrethe Hetsch (1824-1876), som var gift med orlogskaptajn Peter Christian Holm (1807-1864), til maler og tegner Christian Frederik Hetsch (1830-1903), som var far til teaterkritiker Gustav Stefan Peter Nyeland Hetsch (1867-1935) og til overretsagfører Stefan Christian Frederik Nyeland Hetsch (1872-1964). Gustav Hetsch var far til redaktør og forfatter, senere pressesekretær ved Det Kongelige Teater Frantz Haagen Hetsch (1903-1971), som var gift med Sigrid Horne-Rasmussen (1915-1982) og far til skuespiller Peter Hetsch (født 1946).